# 沈琳
沈琳（?—?），出于吴兴沈氏，可称吴兴郡乌程县（在今浙江省湖州市）人，隋朝人。

## 生平
南梁太清三年（549年），宗室内斗。时任安陆郡太守的沈琳之祖沈勰以安陆郡城降于萧绎属臣柳仲礼。根据沈琳子孙沈易从的墓志铭，周武帝宇文邕（561年后在位）娶沈勰之女为皇后，沈勰带领族人归附北周。沈勰以“贵戚”身份拜为尚书左仆射，“赐田鄠杜，由是宅酆镐焉”。沈勰之女为周武帝皇后的记录仅见于该墓志，史书无记载:60－61。近年出土的沈士衡夫妻墓志也提及沈勰“自梁归周，位至骠骑大将军、太子太傅因居京兆焉”一事，则沈勰入周后为北周高官当无疑。
根据沈士衡墓志，沈琳为沈勰之孙，北周司水大夫沈峻之子，在隋文帝取代北周建立隋朝后终身不愿意仕隋为官。沈峻在后辈子孙沈易从、沈从道等人墓志中被漏记，沈琳则被记载为曾担任陕县（今河南省三门峡市陕州区）县令、水部郎中、大理卿、开府仪同三司、鸿胪卿。此可能是入唐后随着子孙显贵、沈琳累受唐朝皇帝追封官位水涨船高，也有可能是入唐后随着时间流逝、家谱散失，后辈将沈峻忘记并把他在隋朝所任官职无意间张冠李戴到其子沈琳身上的结果，目前暂无定论。按墓志，沈琳子沈士衡位终梁山县令，根据沈从道、沈易从墓志则为唐朝陕州司马、按《旧唐书》记载则为德州（今山东省德州市）刺史，这种情况可能是由于沈琳家族自沈士衡子沈馀庆、沈介福兄弟开始不断显贵起来后屡次获得唐朝皇帝追封授予不同官职所致。唐人官职中县令以京城的附廓县万年、长安两县为贵。文人士大夫以尚书省郎官之职为美。沈介福是尚书司封员外郎、库部员外郎、试任长安县（今陕西省西安市城区西部）县令，沈馀庆是朝散大夫、比库二部员外郎，此当为沈琳一族入唐后显贵的起点。
沈馀庆系子孙后裔中有高官广平郡太守沈从道，和州刺史沈子云等。沈介福子为秘书监沈易直、孙谏议大夫、秘书少监沈震。沈介福的孙女、沈易直的女儿是唐德宗的生母睿真皇后。唐德宗赠沈易直为太师，沈介福赠太傅，沈士衡赠太保，沈易直子秘书少监沈震赠太尉。贞元七年（791年），沈琳赠司徒，追封徐国公，与沈易直等立五庙，以沈琳为始，祠庙所需，官给。族子沈房為金吾將軍，奉其祀。《旧唐书》误将沈琳作为沈易直的父亲，沈介福作为沈易直的儿子，沈士衡作为沈介福的儿子。

## 祖父
- 沈勰[1]，南梁的安陆郡（治所在今湖北省安陆市境）太守。太清三年（549年），南梁陷于侯景之乱时，萧詧与叔父湘东王萧绎内斗。萧绎派司州刺史柳仲礼镇竟陵。柳仲礼抵达安陆时，太守沈勰以城降。柳仲礼以长史马岫守城[2]。当年十一月，西魏武将杨忠围安陆郡，次年正月，马岫以城降之，地入西魏。